# Cantone di Isola Rossa
Il Cantone di Isola Rossa è una divisione amministrativa dell'arrondissement di Calvi.
A seguito della riforma approvata con decreto del 26 febbraio 2014, che ha avuto attuazione dopo le elezioni dipartimentali del 2015, è passato da 6 a 21 comuni.
I 6 comuni facenti parte prima della riforma del 2014 erano:
- Corbara
- Isola Rossa
- Monticello
- Pigna
- Sant'Antonino
- Santa Reparata di Balagna

Dal 2015 i comuni appartenenti al cantone sono i seguenti 21:
- Belgodere
- Corbara
- Costa
- Feliceto
- Isola Rossa
- Lama
- Mausoleo
- Monticello
- Muro
- Nessa
- Novella
- Occhiatana
- Olmi-Cappella
- Palasca
- Pigna
- Pioggiola
- Santa Reparata di Balagna
- Speloncato
- Urtaca
- Vallica
- Ville di Paraso